# Doremi Doredo
| Recensione | Giudizio |
| ---------- | -------- |
| Miamusic   | 7/10     |
| Vzgljad    | 5/10     |

Doremi Doredo (in russo Дореми Доредо?; a volte stilizzato come DoReMi DoReDo o Do Re Mi Do Re Do) è il quarto album in studio della cantante ucraina Vjerka Serdjučka, pubblicato l'8 luglio 2008 dalla Mama Music e Kvadro-Disk.

## Tracce
Testi e musiche di Andrij Danylko.
1. Doremi – 3:18
2. Kiss, Please! – 2:55
3. Essen – 2:35
4. Evro Vision Queen – 3:52
5. Gorbachev – 3:50
6. Grosse Liebe – 2:58
7. Essen 2 – 3:47
8. Cuba – 4:15
9. Poppy (Punk Version) – 2:49
10. Dancing Lasha Tumbai – 2:59
11. Narkotikam - net! (Nalej mne v bokal ljubov') – 4:39